# Alfred Iverson, Sr.
Alfred Iverson, Sr. (Liberty megye, 1798. december 3. – Macon, 1873. március 4.) az Amerikai Egyesült Államok szenátora (Georgia, 1855–1861).